# Hannes Coudenys
Hannes Coudenys is een Belgisch vlogger, ondernemer en oprichter van Ugly Belgian Houses. Hij is medebedenker van de Jamies, een prijs voor Vlaamse online videomakers.

## Projecten

### Ugly Belgian Houses
Coudenys begon in 2011 met opvallende huizen te fotograferen die hij op zijn blog zette, aanvankelijk omdat hij zich ergerde aan lelijke huizen in België. Hij maakte deze foto's in zijn vrije tijd. De afbeeldingen gaan gepaard met grappig commentaar. De site werd al snel een internetsensatie en kreeg een stroom van reacties en likes binnen.
Coudenys had na twee maanden zijn blog gestopt toen er bezwaren kwamen van huiseigenaren. In tussentijd haalde zijn site het nieuws en werd hij regelmatig geïnterviewd. Door het internetsucces van lelijke huizen startte hij een jaar later zijn blog opnieuw. In 2013 startte hij de verkoop van Ugly Belgian Houses-T-shirts.
In 2015 publiceerde hij het boek: Ugly Belgian houses: don't try this at home.
Van 2019 tot 2021 had Coudenys een eigen rubriek in het programma Iedereen Beroemd. In Hannes zegt sorry gaat hij bij bewoners van wat hij als lelijke huizen beschouwt langs, om zich te verontschuldigen voor het feit dat hij deze huizen op zijn website gepubliceerd heeft.

### Hannes vlogt
Coudenys vlogt sinds 2017 over zijn leven op zijn YouTubekanaal Hannes vlogt. Hij maakt onder andere vlogs over zijn zoontje, reizen, het testen van auto’s en over zijn dagelijkse beslommeringen. Vanaf januari 2021 telt Hannes Vlogt 13.900 abonnees.

### Ondernemerschap
Coudenys houdt zich als ondernemer bezig met marketing van bedrijven en artiesten. Hij startte zijn eigen bedrijf Hurae, dat socialemediastrategieën bedenkt voor onder meer VRT. In 2016 bracht hij het boek Like My Like uit, een handleiding voor online branding. Hij is ook initiatiefnemer van het popup-instagrammuseum Smile Safari.

## Publicaties
- Ugly Belgian houses : don't try this at home (2015), 189 p. Borgerhoff & Lamberigts ISBN 978-90-8931-519-9
- Like My Like (2016) 192 p. Borgerhoff & Lamberigts ISBN 978-90-8931-686-8
- More Ugly Belgian Houses (2021), Borgerhoff & Lamberigts